# Bank of Africa (Maroc)
Bank of Africa, anciennement BMCE Bank of Africa ou Banque Marocaine du Commerce Extérieur, est une banque commerciale internationale dont le siège social est à Casablanca, au Maroc. C'est la troisième plus grande banque du pays et elle opère dans plusieurs pays africains, offrant une large gamme de services financiers aux particuliers, entreprises et institutions à travers le continent.
Fondée en 1959 comme banque publique, puis privatisée en 1995, elle est rachetée par le financier Othman Benjelloun via sa compagnie d'assurances RMA.
Les principaux actionnaires de la banque sont l'assureur RMA Watanya (27,41 %), le Crédit Mutuel (26,20 %), la Caisse de Dépôt et de Gestion (8,32 %), O Capital Group (7,22 %) et British International Investment (5,38 %).

## Historique

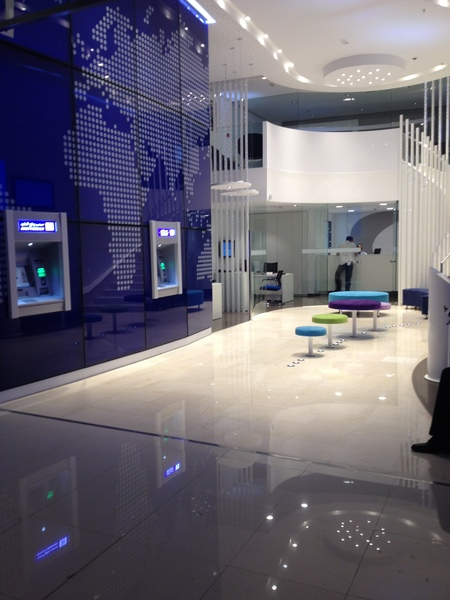
Nouvelle génération d'agences - BMCE Bank Morocco Mall

### Fondation
La BMCE est fondée en 1959 par le gouvernement de Abdallah Ibrahim.
En 1965, une agence est ouverte dans la zone franche de Tanger.
Elle est la première banque marocaine à s’installer à l’étranger en ouvrant une agence à Paris en 1972. Deux ans plus tard, elle s'introduit à la bourse de Casablanca [réf. nécessaire]. En 1988, Maroc Factoring, société d’affacturage Filiale du groupe BMCE, est créée.

### Années 90
En 1994, MIT et MARFIN sont créées, ces filiales sont spécialisées dans les marchés des capitaux.
En 1995, époque des grandes privatisations, la BMCE est privatisée par le gouvernement d'Abdellatif Fillali.
Othman Benjelloun utilise les fonds de l'assurance RMA Watanya, qu'il contrôle, pour le rachat de la BMCE à l’État face à un trio mené par Abdellatif Jouahri, Miloud Chaâbi et le fonds souverain libyen.
En 1994, création de Salafin, une filiale de crédit à la consommation.
En 1998, la banque d’affaires et d’investissement BMCE Capital est créée.
En 1999, BMCE prend une participation dans le capital de Al Wataniya, donnant naissance à un pôle leader dans l’assurance. La même année, BMCE prend une participation de 20 % du capital du premier opérateur privé de télécoms marocain, Meditelecom. En 2000, la Holding Finance.Com est créée.

### Années 2000
En 2002, l’agence de la zone franche de Tanger change de statut pour devenir une banque offshore. La même année, BMCE lance un programme de rachat de 1,5 million d’actions BMCE, représentant 9,45 % du capital social.
En 2003, une OPV réservée au personnel portant sur 4,72 % du capital de la Banque est lancée. La même année, BMCE Capital Dakar est inauguré. En 2004, le CIC prend une participation de 10 % dans BMCE Bank. En 2005, BMCE lance un programme d’ouverture de 50 agences par an. La même année, BMCE lance la 2e OPV réservée aux salariés du groupe. En 2006, Axis Capital, banque d’affaires en Tunisie, est inauguré. La même année, MediCapital Bank est créée.
En 2004, le nom de la banque apparaît dans l'un des volets du scandale "Pétrole contre nourriture". Un système de corruption mise en place en Irak dans lequel le géant pétrolier français Total est lui aussi impliqué.
Jean-Bernard Mérimée, membre du conseil d'administration de la BMCE et ancien ambassadeur de France au Maroc est inculpé par la justice pour “trafic d’influence” et “corruption active d’agent public étranger”.
En 2007, CajaMediterraneo entre au capital de la BMCE à hauteur de 5 % aux termes d’un partenariat stratégique. La même année, BMCE s'allie avec AFH/Bank of Africa et devient l'actionnaire bancaire de référence du groupe Bank of Africa à travers une participation à hauteur de 35 % du capital. Toujours en 2007, MédiCapital Bank, la filiale du groupe BMCE Bank basée à Londres, démarre ses activités
En 2008, le CIC acquiert une part additionnelle de 5 % dans le capital de BMCE Bank, portant sa participation à 15,04 %. Le CIC transfert cette participation à sa holding, La Banque Fédérative du Crédit Mutuel. Quant à BMCE, elle augmente sa participation dans le capital de Bank of Africa de 35 % à 42,5 %. En 2009, CIC augmente sa présence dans le capital de BMCE Bank, à travers sa holding BFCM, de 15,05 % à 19,94 %.

### Années 2010
En 2010, le groupe CDG entre dans le capital de BMCE Bank à hauteur de 8 %. Dans le même temps, une augmentation de capital est réservée au Groupe Crédit Mutuel-CIC, à travers sa société Holding BFCM, de 2,5 milliards de DH , prime d’émission comprise. Toujours en 2010, BMCE lance la première tranche d’augmentation de capital réservée au personnel du Groupe BMCE Bank, d’un montant de 500 MDH, prime d’émission comprise sur une enveloppe globale de DH 1 milliard. Enfin, BMCE augmentation sa participation dans Bank of Africa, à hauteur de 55,8 % et fait passer sa participation dans Maghrébail de 35,9 % à 51 %.
En 2011, BMCE augmente sa participation dans Bank of Africa pour atteindre 59,39 %, dans Maghrebail à 51 % et dans Locasom à 89,5 %. En 2012, BMCE lance une augmentation de capital de l’ordre de 1,5 milliard de DH au profit des actionnaires de référence et monte sa participation dans Bank of Africa à 65 %.
En 2013, BMCE Bank augmente se participation dans le capital du groupe panafricain Bank Of Africa de 65 % à 72,6 % .
En 2013, BMCE International Holding est restructuré pour regrouper désormais les deux filiales européennes BBI Londres et BBI Madrid, au service de l’Afrique. La même année, BMCE Euroservices, filiale à destination des MRE, est créée.
En 2016, en présence du roi Mohammed VI, la banque annonce construire une tour de 45 étages pour un coût de 300 millions de dollars. Ce bâtiment devrait être “la plus grande tour d’Afrique” et sera nommé "Tour Mohammed VI",.
Elle sera achevée en 2022.
En janvier 2017, la banque est condamnée à une amende de 90 millions de dollars pour évasions fiscales durant la période 2012 - 2015.
En décembre 2017, la BMCE annonce le lancement de sa banque islamique BTI Bank.
En janvier 2019, la direction du groupe annonce la création d'une nouvelle filiale : l’OGS. L'Operations Global Services est spécialisée dans les prestations de services de traitements bancaires.
Le groupe bahreïni Al Baraka Banking Group se retire du marché marocain. Il vend 43,65 % de sa participation dans la banque islamique Bank Al-Tamweel Wa Al-Inma (BTI Bank) à Bank of Africa .

## Gestion

### Conseil d'administration
En 2022, le conseil d'administration de la banque se compose ainsi :
| Nom                      | Statut                     | Description |
| Othman Benjelloun        | Administrateur             | PDG de BMCE Bank of Africa . |
| Brahim Benjelloun-Touimi | Administrateur             | Directeur adjoint de la banque Membre du conseil d'administration de la Bourse de Casablanca                                                                  |
| Zouheir Bensaid          | Administrateur             | PDG de l'assurance RMA Membre du conseil d'administration de la Lydec et de Risma                                                                             |
| Abdellatif Zaghnoun      | Administrateur             | Représentant de la CDG Directeur de la CDG |
| Azzedine Guessous        | Administrateur             | Président de Maghrebail, filiale de Bank of Africa Ancien Ministre chargé des relations avec la communauté européenne. Ancien Ambassadeur du Maroc en Espagne |
| Lucien Miara             | Administrateur             | Représentant de la banque Crédit Mutuel |
| Hicham El Amrani         | Administrateur             | Représentant de la holding de la famille Benjelloun |
| Abdou Bensouda           | Administrateur             | Représentant de la holding de la famille Benjelloun |
| Marc Beaujean            | Administrateur             | Représentant du British International Investment Group CDC Limited                                                                                            |
| Myriem Bouazzaoui        | Administrateur             | Directrice du Pôle « Asset & Wealth Management» de Bank of Africa                                                                                             |
| Nezha Lahrichi           | Administrateur indépendant | Universitaire. Ancienne PDG de la Société Marocaine d'Assurance à l'Exportation                                                                               |
| Mohamed Kabbaj           | Administrateur indépendant | Ancien Ministre des Finances sous le gouvernement de Abdellatif Filali Ancien Wali du Grand Casablanca                                                        |

Dans l'histoire de cette banque, parmi les personnes qui ont figuré au conseil d'administration, on retrouve Adil Douiri, Aziz Akhanouch, Saâd Bendidi, Hadeel Ibrahim ou même l'ambassadeur de France au Maroc Jean-Bernard Mérimée.

### Actionnariat
En décembre 2021, son actionnariat  se compose ainsi :
| Nom                                | Actions |
| ---------------------------------- | ------- |
| RMA Watanya                        | 27,41 % |
| Banque Fédérative du Crédit Mutuel | 24,56 % |
| Flottant                           | 16,22 % |
| Caisse de dépôt et de gestion      | 8,32 %  |
| O Capital                          | 7,22 %  |
| British International Investment   | 5,38 %  |
| MAMDA-MCMA                         | 5,01 %  |
| CIMR                               | 3,93 %  |
| Personnel BMCE Bank                | 1,07 %  |
| SFCM                               | 0,88 %  |